# تپه لارآراسی
تپه لارآراسی مربوط به دوران‌های تاریخی پس از اسلام است و در شهرستان بوئین‌زهرا، بخش آوج، روستای چوبینه واقع شده و این اثر در تاریخ ۱۰ مهر ۱۳۸۰ با شمارهٔ ثبت ۳۹۱۰ به‌عنوان یکی از آثار ملی ایران به ثبت رسیده است.